# Johannes Cornelis de Jonge
Johannes Cornelis de Jonge, född 9 maj 1793 i Zierikzee, död 12 juni 1853 i Zuidhoorn, var en nederländsk historiker. Han var far till Johan Karel Jakob de Jonge.
de Jonge blev 1831 riksarkivarie i Haag. Han utgav flera sakrika arbeten i nederländsk historia, såsom Geschiedenis van het nederlandsche zeewesen (sex band, 1833–1848; tredje upplagan 1869) och Nederland en Venetië (1852).